# Петрук Валентин Васильович
 Валенти́н Васи́льович Петру́к — старший солдат Збройних Сил України, учасник російсько-української війни, що загинув у ході російського вторгнення в Україну в 2022 році.

## Життєпис
Валентин Петрук народився 6 серпня 1997 року в селі Гута-Чугорська (з 2020 року — Староушицької селищної територіальної громади) Кам'янець-Подільського району на Хмельниччині. У 18-річному віці добровільно прийшов до військкомату, щоб брати участь у війні на сході України. Пізніше підписав контракт, а далі служив у лавах ЗСУ. З 2016 року брав участь у боях на Світлодарській дузі, Рубіжному, Попасній, Золотому та Водяному. Нагороджений відзнакою Президента України «За участь в антитерористичній операції».
З початком повномасштабного російського вторгнення в Україну виконував бойові завдання у складі 131-го окремого розвідувального батальйону, обіймав посаду снайпера-розвідника.
Загинув 23 квітня 2022 року поблизу міста Покровська на Донеччині під обстрілами градів. Чин прощання проходив у суботу 30 квітня 2022 року в Староушицькій громаді.

## Нагороди
- Орден «За мужність» III ступеня (2022, посмертно) — за особисту мужність і самовіддані дії, виявлені у захисті державного суверенітету та територіальної цілісності України, вірність військовій присязі[4].